# 全国人民代表大会常務委員会
全国人民代表大会常務委員会（ぜんこくじんみんだいひょうたいかいじょうむいいんかい）は、中華人民共和国の最高国家権力機関である全国人民代表大会（全人代）の常設機関（憲法57条）。全人代とともに立法権を行使する（憲法58条）。全人代閉会中に最高の国家権力を行使し、立法機能を代行する。

## 構成員
委員長（1名）、副委員長（若干名）、秘書長（1名）、委員（約200名）によって構成される。毎期の全人代第1回会議における大会主席団が全人代議員から立候補者を指名し、大会の全体会議において選挙を行って選出される。任期は5年。構成員の連続当選の制限はない。ただし、委員長と副委員長の職に連続して2期を超えて就くことはできない。なお、常務委員会の構成員は国家行政機関・監察機関・裁判機関・検察機関の職務の兼任を禁止されている。

## 権限

### 常務委員会の権限
全国人民代表大会代表（議員）選挙を主宰し（憲法59条）、全人代を召集し（憲法61条）、憲法改正の提議を行い（憲法64条）、全人代閉会中に各専門委員会の指導を行い（憲法70条）、必要な場合は調査委員会を組織して国家機関等に対し調査を行う（憲法71条）ほか、以下の職権を行使する（憲法67条）。
1. 憲法を解釈し、憲法の施行を監督する。
2. 全国人民代表大会が制定しなければならない法律[注 1]以外のその他の法律を制定し、及び、改正する。
3. 全国人民代表大会閉会期間において、全国人民代表大会が制定した法律に対して部分的に補充し、及び、改正するが、但し、当該法律の基本原則と抵触してはならない。
4. 法律を解釈する。
5. 全国人民代表大会閉会期間において、国民経済および社会発展計画、国家予算の執行過程において行わなければならない部分的調整プログラムを審査し、及び、承認する。
6. 国務院、中央軍事委員会、国家監察委員会[注 2] 、最高人民法院及び最高人民検察院の任務遂行を監督する。
7. 憲法・法律に抵触する、国務院が制定する行政法規、決定及び命令を取り消す。
8. 省、自治区、直轄市の国家権力機関が制定する、憲法、法律及び行政法規と抵触する地方性法規及び決議を取り消す。
9. 全国人民代表大会閉会期間において、国務院総理の指名に基づいて、部長（大臣）・委員会主任（大臣級）・監査長（会計検査長）・秘書長の人選を決定する。
10. 全国人民代表大会閉会期間において、中央軍事委員会主席の指名に基づいて、中央軍事委員会のその他の要員の人選を決定する。
11. 国家監察委員会主任の指名に基づき、国家監察委員会副主任、同委員会委員を任免する[注 2]。
12. 最高人民法院院長の提案に基づき、最高人民法院副院長・裁判員（裁判官）・裁判委員会委員及び軍事法院院長を任免する。
13. 最高人民検察院検察長の提案に基づき、最高人民検察院副検察長・検察員（検察官）・検察委員会委員及び軍事検察院検察長を任免し、かつ、省、自治区、直轄市の人民検察院検察長の任免を承認する。
14. 駐外全権代表の任免を決定する。
15. 外国と締結する条約及び重要な協定の承認及び廃棄を決定する。
16. 軍人及び外交要員の官等制度及びその他の専門官等制度を定める。
17. 国家の勲章・栄誉称号を定め、及び、授与を決定する。
18. 特赦を決定する。
19. 全国人民代表大会閉会期間において、国家が武力侵犯を受け、または、国際的に共同して侵略を防止する条約を履行しなければならない状況にある場合には、戦争状態を宣布する。
20. 全国総動員または局部動員を決定する。
21. 全国または個別の省、自治区、直轄市が緊急状態に入ったことを決定する。
22. 全国人民代表大会が授与するその他の職権。

### 常務委員会構成員の権限
常務委員会構成員は、法律の定める手続きにしたがい、常務委員会の権限に属する議案を提出する権利を有する（憲法72条）。また常務委員会開会中、法律の定める手続きにしたがい、国務院または国務院各部、各委員会に対し、質問書を提出する権利を有する。質問を受けた機関は責任をもって回答しなければならない（憲法73条）。

## 立法手続
全人代と全人代常務委員会は国家の立法権を行使することが定められている（憲法58条）。全人代は基本的法律について制定、改正を行い、全人代常務委員会はその他の法律について制定、改正を行う。また全人代閉会中において、全人代常務委員会は全人代が制定した法律の部分的な補充、改正を行う（立法法7条）。全人代と全人代常務委員会のそれぞれの立法手続において全人代常務委員会は重要な役割を持つ。

### 全人代の立法手続
全人代常務委員会、国務院、中央軍事委員会、最高人民法院、最高人民検察院、全人代の各専門委員会は全人代に対し法律案を提出することができ、主席団が大会会議の議事日程に入れることを決定する（立法法14条2項）。
全人代に提出する法律案に対し、全人代閉会期間において、先に全人代常務委員会に提出することができ、常務委員会会議は立法法第2章第3節に規定する関連手続に基づく審議の後、全人代に審議を要請する決定し、常務委員会が大会全体会議に対して説明を行うか、又は提案者が大会全体会議に対して説明を行う（立法法16条）。
全人代常務委員会は前項規定に基づき法律案を審議し、様々な形式によって、全人代代表の意見を徴求し、かつ関連状況を報告しなければならない。専門委員会及び常務委員会工作機構が立法調査研究を行うに際しては、関連する全人代代表を参加させることができる（立法法16条2項）。 

### 常務委員会の立法手続
常務委員会の立法手続は、法律案の提案主体により異なる過程を経る。
委員長会議は常務委員会に法律案を提出することができ、常務委員会会議において審議を行う（立法法26条）。
国務院、中央軍事委員会、最高人民法院、最高人民検察院、全人代の各専門委員会は常務委員会に法律案を提出することができ、委員長会議は常務委員会会議の議事日程に入れることを決定でき、又は先行して関連する専門委員会の審議に付託し報告を提出させた上で常務委員会会議の議事日程に再び入れることを決定できる。委員長会議が法律案に重大な問題があり更なる検討が必要であると認める場合、提案者に対して修正して完全なものとした上で常務委員会に提出するよう建議することができる（立法法26条2項）。
常務委員会構成員は10名以上の連名により常務委員会に法律案を提出することができ、委員長会議は常務委員会の議事日程に入れるか否かを決定し、又は先に関連する専門委員会の審議に付託し常任委員会会議の議事日程に入れるか否かの意見を提出させた上で、常務委員会会議の議事日程に入れるか否かを決定する。常務委員会会議の議事日程に入れない場合、常務委員会会議に対して報告し、又は提案者に対して説明を行わなければならない（立法法27条）。
常務委員会会議の議事日程に入れられた法律案は、通常は常務委員会会議における3回の審議を経た後に、表決に付さなければならない（立法法29条）。但し、各方面の意見が比較的一致している場合、2度の審議で可決することもできる。また調整事項が比較的単一的か又は一部改正の法律案については、常務委員会会議による1度の審議を経て表決に進むことができる（立法法30条）。
法律草案修正稿は、常務委員会会議による審議を経た後、法律委員会が常務委員会構成員の審議意見に基づき修正を行った上法律草案表決稿を提出し、委員長会議が常務委員会全体会議に提出して表決を求め、常務委員会全体会議の構成員の過半数をもって可決される（立法法41条）。

## 常務委員会委員長
委員長は常務委員会の活動を主宰し、常務委員会会議を招集する。また委員長会議を招集、主宰する（憲法68条）。
国家主席制が廃止されていた1975年から1982年まで、全人代常務委員会が集団で国家元首の権能を行使し、かつてのソビエト連邦の最高会議幹部会議長や北朝鮮の最高人民会議常任委員長と同じように全人代常務委員長が対外的に国家元首の職責を果たした。

### 歴代委員長

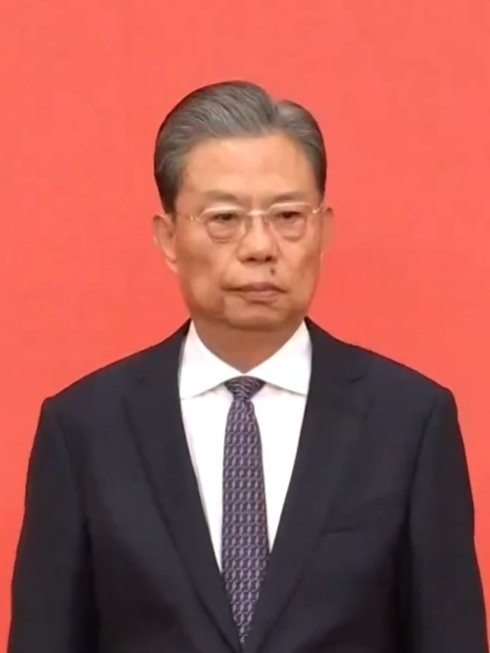
第11代委員長の趙

- 初代：劉少奇（1954年9月27日 - 1959年4月27日）
- 第2代：朱徳（1959年4月27日 - 1976年7月6日）
  - 代行：宋慶齢（朱徳の死去により、第一副委員長として代行。1976年7月6日 - 1978年3月5日）
- 第3代：葉剣英（1978年3月5日 - 1983年6月18日）
- 第4代：彭真（1983年6月18日 - 1988年3月27日）
- 第5代：万里（1988年3月27日 - 1993年3月27日）
- 第6代：喬石（1993年3月27日 - 1998年3月16日）
- 第7代：李鵬（1998年3月16日 - 2003年3月15日）
- 第8代：呉邦国（2003年3月15日 - 2013年3月14日）
- 第9代：張徳江（2013年3月14日 - 2018年3月17日）
- 第10代：栗戦書（2018年3月17日 - 2023年3月10日）
- 第11代：趙楽際（2023年3月10日 - ）

## 組織機構

### 常務委員会会議
常務委員会会議は常務委員会の委員長が招集し、通常2か月に1回挙行される（全国人民代表大会組織法（全人代組織法）29条）。

### 委員長会議
常務委員会の委員長、副委員長、秘書長によって構成され、常務委員会の重要な日常事務の処理に責任を負う（憲法68条2項・全人代組織法25条）。
委員長会議は必要に応じて不定期に招集される。
委員長会議の職権は以下となる（全人代組織法25条）。
1. 毎期の常務委員会会議の期間を決定し、常務委員会会議の議事日程の案を定める。
2. 常務委員会に提出された議案および質疑案に対して、関連する専門委員会の審議に付託するか或いは常務委員会全体会議の審議に提出するかを決める。
3. 専門委員会の日常活動を指導および調整する。
4. 常務委員会のその他の日常活動を処理する。

### 常務委員会代表資格審査委員会
代表資格審査委員会は全人代の代表資格の審議に責任を負う常設機構である。その職責は補選された今期全人代代表の資格および新たに選出された次期全人代代表の資格を審査することである（全人代組織法3条）。
代表資格審査委員会の主任委員、副主任委員、委員の人選は、常務委員会構成員の中から委員長会議が指名を行い、常務委員会会議で任命される（全人代組織法26条）。

### 常務委員会弁公庁
常務委員会は弁公庁を設置し、常務委員会の秘書長の指導の下で活動を行う。副秘書長は秘書長の活動を支援する。常務委員会は数名の副秘書長を設けており、常務委員会の委員長の提案により常務委員会が任命し、罷免する（全人代組織法27条）。

### 工作委員会
常務委員会は必要に応じて工作委員会を設立することができる。工作委員会の主任、副主任、委員は常務委員会委員長の提案により常務委員会が任命し、罷免する（全人代組織法28条）。
- 法制工作委員会
- 予算工作委員会
- 香港特別行政区基本法委員会
- マカオ特別行政区基本法委員会

## 常務委員会内の共産党組織
常務委員会に中国共産党の意思を伝達するために、全人代常務委員会党組が設けられている。党組（党グループ）の全ての構成員は全人代常務委員会委員である。同時に全人代常務委員会委員長会議の構成員でもある。そして党組トップである全人代常務委員会党組書記は全人代常務委員会委員長である。